# Opel 12/34 PS
Der Opel 12/34 PS war ein PKW der Oberklasse, den die Adam Opel KG von 1916 bis 1919 als Nachfolger des Modells 10/28 PS baute.

## Geschichte und Technik
Der Wagen hatte einen seitengesteuerten Vierzylinder-Blockmotor mit 3137 cm³ Hubraum, der 37 PS (27,2 kW) bei 1550/min. leistete. Der Motor war wassergekühlt. Die Motorleistung wurde über eine Lederkonuskupplung, ein manuelles Vierganggetriebe und eine Kardanwelle an die Hinterachse weitergeleitet. Damit erreichte der Wagen eine Höchstgeschwindigkeit von 78 km/h.
Am Stahl-U-Profilrahmen waren die beiden Starrachsen an halbelliptischen Längsblattfedern aufgehängt. Nur an den Hinterrädern gab es Bandbremsen.
Der Wagen war als zweisitziger Phaeton, als viersitziger Doppelphaeton, als sechssitziger Tourenwagen, als viertürige Pullman-Limousine und als ebensolches Landaulet erhältlich.
Der 12/34 PS wurde bis 1919 gebaut. Nachfolger war das Modell 14/48 PS, eine Weiterentwicklung des 14/30 PS.